# Abati di Altacomba
Questa è la lista cronologica degli abati che si sono susseguiti presso l'Abbazia di Altacomba.

## Abati regolari
- 1135-1139: Vivien
- 1139-1144: Amedeo d'Hauterive
- 1144-1159: Rodolfo (attestato abate nel 1156)
- 1160-1176: Enrico di Marcy
- 1176: Gonard?
- 1176-1188: Goffredo d'Auxerre (attestato abate nel 1180 e 1188)
- 1188-1198: Étienne? oppure Burnon de Voiron? (attestato abate nel 1188 e 1190)
- 1198-1204?: Pierre (attestato abate nel 1201 e 1204)
- 1204?-1209: Hélie (attestato abate nel 1204)
- 1209-1215: Guy (attestato abate nelle date riportate)
- 1215-1230: Robert (attestato abate nel 1224)
- 1230: Humbert
- 1230-1240: Robert (attestato abate nel 1230 e 1236)
- 1240-1251: Bouchard o Burchard
- 1251-1264: Robert (attestato abate nel 1253)
- 1263-1287: Humbert (attestato abate nel 1264 e 1272)
- 1287-1299: Jean (attestato abate nelle date riportate)
- 1299-1313: Corrado II di Metz (attestato abate nel 1308 e 1313)
- 1314-1317?: Étienne de Verdet
- 1317?-1320: Étienne de Saint-Germain
- 1320-1346: Jacques François (attestato abate nel 1327 e 1346)
- 1346-1351?: Étienne Bonczan ou Bouczan
- 1351-1353: Humbert de Seyssel
- 1353-1361: Jean de Montclar
- 1361-1367: Jacques
- 1367-1375?: Hugues
- 1376-1424: Jean de Rochefort (attestato abate nel 1376 e 1422)
- 1424-1437: Jacques de Moyria (ultimo abate regolare)

## Abati commendatari
- 1438-1444: Pierre Bolomier
- 1444-1453?: Perceval de la Baume (o de la Balme)
- 1453-1473: Jean des Chênes (attestato abate nel 1453 e 1469)
- 1473-1498: Sébastien d'Orlier (o d'Orlyé)
- 1498-1504: François de Colombier
- 1504-1534: Claude d'Estavayer
- 1535-1538: Alessandro Farnese
- 1538-1545: sede vacante
- 1545-? : Claude de la Guiche
- 1547-1559: Girolamo Recanati Capodiferro
- 1560-1603: Alphonse d'Elbène
- 1603-1616: Sylvestre de Saluces de la Mante
- 1616-1640: Adrien de Saluces de la Mante
- 1640-1651: sede vacante
- 1651-1688: Antonio di Savoia
- 1688-1738: Jean-Baptiste Marelli
- 1738-1826: sede vacante e soppressione

## Abati cistercensi dopo la restaurazione
- 1826-1827: Placide Tingault-Desmarets
- 1827-1830: Archange Arcasio
- 1830-1834: Émile Comino
- 1834: Joseph Marquet
- 1834-1840: Hilaire Ronco
- 1840-1842: Jean Lacroix
- 1842-1848: Claude Marie Curtet
- 1848-1851: Charles Gotteland
- 1851: Camille Bouvier
- 1851-1856: Felix Prassone
- 1856-1864: Pierre Bovagnet
- 1864-1874: Archange Dumont
- 1875-1878: Athanase Martin
- 1878-1883: Célestin Gillet
- 1883-1888: Maur Fignes
- 1888-1910: Symphorien Gaillemin
- 1911-1922: Jean Marcadier

## Abati benedettini
- (1920-) 1922: Léon Guilloreau
- 1922-1941: Bernard Laure
- 1941-1943: André Cabassut
- 1943-1978: Édouard Dupriez
- 1978-1992: Michel Pascal

## Comunità di Chemin Neuf
- 1992-1999: Anne-Cathy Graber
- 1999-2008: Olivier Turbat
- 2008-2014: Sonia Béranger
- 2014: Dagmara Klosse